# Happurg
Happurg település Németországban, azon belül Bajorországban. Lakosainak száma 3772 fő (2023. december 31.).

## Népesség
A település népessége az elmúlt években az alábbi módon változott:
| Lakosok száma | 1149 | 1705 | 2588 | 3396 | 3639 | 3595 | 3776 | 3731 | 3763 | 3772 |
|               | 1875 | 1950 | 1975 | 1987 | 2012 | 2014 | 2016 | 2017 | 2021 | 2023 |